# Sa patrie

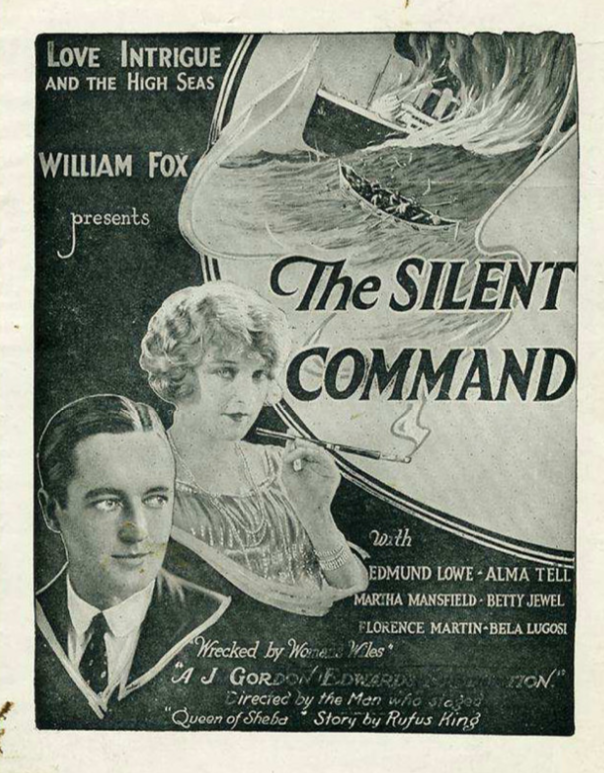
Affiche du film.

Sa patrie (The Silent Command) est un film américain réalisé par J. Gordon Edwards et sorti en 1923.

## Synopsis
Benedict Hisston est un agent secret qui participe à un complot visant à détruire le canal de Panama et la flotte atlantique de la marine américaine. Il tente d'obtenir des informations sur l'emplacement des mines dans la zone du canal auprès du capitaine Richard Decatur, mais n'y parvient pas. Cette information est essentielle au succès du complot, et il engage Peg Williams pour obtenir ces renseignements par la séduction. Decatur n'est pas dupe, et obéit à l'ordre du chef du renseignement naval de jouer le jeu des espions, sans révéler son intention à ses amis ou à sa famille.

## Fiche technique
- Titre original : The Silent Command
- Réalisation : J. Gordon Edwards

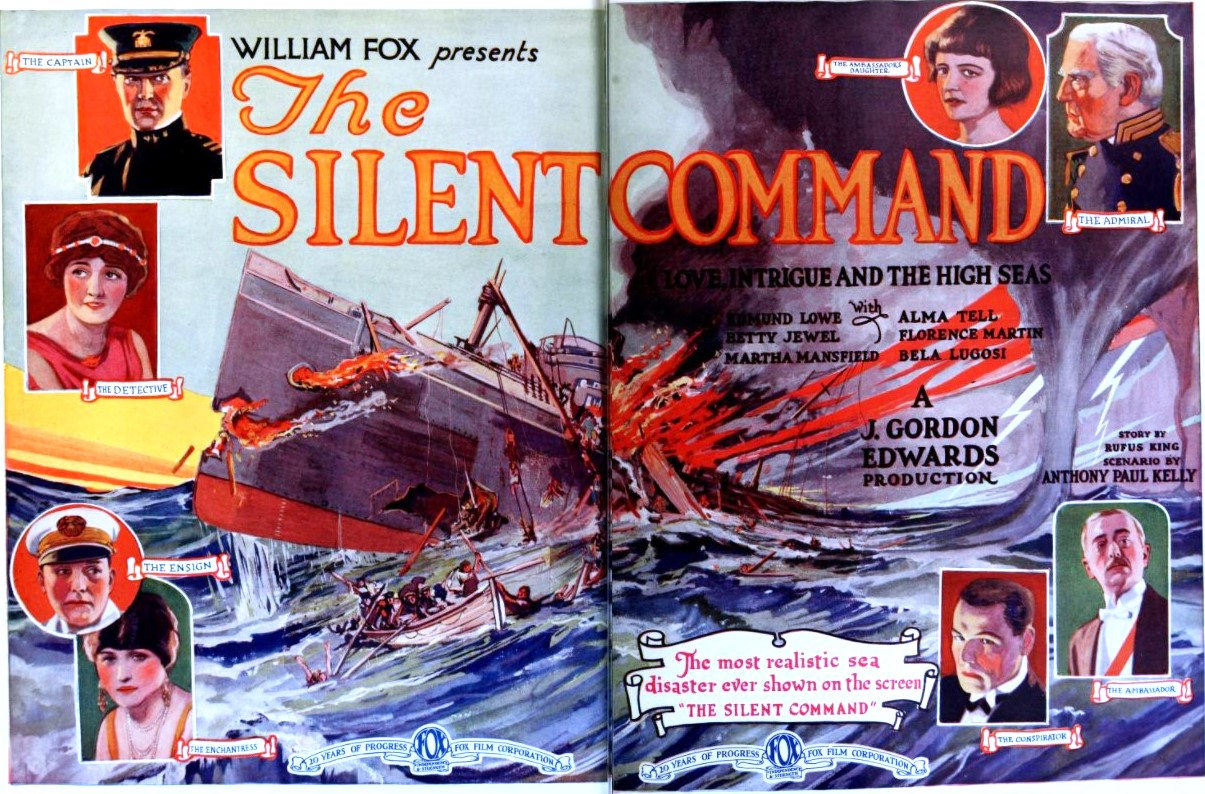
Annonce pour le film dans Film Daily.

- Scénario : Anthony Paul Kelly, Rufus King
- Producteur : William Fox
- Photographie : George W. Lane
- Distributeur : Fox Film
- Genre : Drame[1]
- Durée : 8 bobines[2]
- Date de sortie :
  - États-Unis : 9 août 1923

## Distribution
- Edmund Lowe : Captaine Richard Decatur
- Alma Tell : Mrs. Richard Decatur
- Martha Mansfield : Peg Williams
- Betty Jewel : Dolores
- Florence Martin : Williams's maid
- Bela Lugosi : Benedict Hisston
- Carl Harbaugh : Menchen
- Martin Faust : Cordoba
- Gordon McEdward : Gridley
- Byron Douglas : Amiral Nevins
- Theodore Babcock : Amiral Meade
- George Lessey : Mr. Collins
- Warren Cook : Ambassadeur Mendizabal
- Henry Armetta : Pedro
- Rogers Keene : Jack Decatur
- J.W. Jenkins : the Decatur's butler
- Kate Blancke : Mrs. Nevins
- Elizabeth Mary Foley : Jill Decatur